# Il maniscalco
Il maniscalco (The Blacksmith) è un cortometraggio muto del 1922 diretto da Buster Keaton e Malcolm St. Clair.

## Trama
Buster lavora nel negozio di un maniscalco che però viene arrestato per una rissa e che, di conseguenza, gli lascia in cura il negozio. Buster ferra un cavallo e distrugge per sbaglio una Rolls Royce. Infine sposa la donna di cui aveva ferrato il cavallo.

## Produzione
Il film fu prodotto da Joseph M. Schenck per la First National Pictures (come A First National Attraction)

## Distribuzione
Distribuito dalla Associated First National Pictures, il film - un cortometraggio di venti minuti - uscì nelle sale statunitensi il 21 luglio 1922.
Copia della pellicola viene conservata nella Raymond Rohauer collection del Cohen Media Group.
Il cortometraggio è stato distribuito anche in un DVD in NTSC, inserito in un'antologia della Kino on Video uscita l'11 gennaio 2000, comprendente quattro film di Buster Keaton.